# Cárcheles
Cárcheles – gmina w Hiszpanii, w prowincji Jaén, w Andaluzji, o powierzchni 40,5 km². W 2011 roku gmina liczyła 1497 mieszkańców.